# Arsinoitheriidae
Arsinoitheriidae é uma família de mamíferos extintos que pertencem à ordem dos Embrithopoda.
Os fósseis foram encontrados no Oriente Médio, na África, na Ásia e na Europa. Embora se assemelhem a rinoceronte moderno, não guardam parentesco próximo com eles, sendo relacionados mais aos dassies ou aos elefantes. Viveram do Eoceno ao Oligoceno, em áreas de floresta úmida tropical. 
Tinham aproximadamente 2,5 metros de altura no ombro e ostentavam uma enorme projeção cónica na face e um pequeno par de chifres acima da cabeça. Eram presa comum dos creodontes.
Seu nome vem da rainha Arsínoe II do Egito, onde alguns fósseis foram encontrados perto das ruínas de seu palácio. Daí o nome Arsinotheriidae. Enquanto que os únicos fósseis completos de Arsinoitherium zitteli foram encontrados neste local, fragmentos de maxilas de espécies aparentadas foram encontrados na Mongólia e na Europa, que entretanto ainda precisam ser descritos em mais detalhe pela ciência. Uma outra espécie, Arsinoitherium giganteum, foi descoberta nos planaltos da Etiópia em 2003. Os fósseis têm aproximadamente 27 milhões de anos. 

## Classificação
- Gênero Arsinoitherium Beadnell, 1902
  - Arsinoitherium andrewsii Lankester, 1903 - Egito
  - Arsinoitherium giganteum Sanders, Kappelman e Rasmussen, 2004 - Etiópia
  - Arsinoitherium zitteli Beadnell, 1902 - Egito, Líbia, Angola, Omã